# Dermosmiliidae
Famille
Les Dermosmiliidae sont une famille fossile de coraux durs de l'ordre des Scleractinia ayant une vaste répartition géographique. Ils sont connus du Jurassique au Miocène.

## Liste des genres
Selon World Register of Marine Species (24 février 2024) :
- † Alakiria Cuif, 1976
- † Calamophylliopsis Alloiteau, 1952
- † Dermosmilia Koby, 1884
- † Epistreptum Roniewicz, 2008
- † Phacelophyllia L. Beauvais, 1986
- † Proleptophyllia Alloiteau, 1952
- † Sematethmos Gregory, 1900
- † Truncoconus Turnšek, 1981

## Classification
Le nom valide complet (avec auteur) de ce taxon est Dermosmiliidae Koby (d), 1889.
Dermosmiliidae a pour synonyme :
- Ethmotidae Gregory, 1900

## Publication originale
- F. Koby, « Monographie des Polypiers jurassiques de la Suisse. 7e partie », Mémoires de la Société Paléontologique Suisse, Suisse, vol. 14,‎ 1887, p. 353-400 (ISSN 0080-7389).